# Reuilly – Diderot metróállomás
A Reuilly – Diderot egy metróállomás Franciaországban, Párizsban a párizsi metró 1-es és 8-as vonalán. Tulajdonosa és üzemeltetője a RATP.

## Metróvonalak
Az állomást az alábbi metróvonalak érintik:
- 1-es metróvonal
- 8-as metróvonal

## Kapcsolódó állomások
A metróállomáshoz az alábbi állomások vannak a legközelebb:
- Gare de Lyon (La Défense, 1-es metróvonal)
- Nation (Château de Vincennes, 1-es metróvonal)
- Faidherbe – Chaligny (Balard, 8-as metróvonal)
- Montgallet (metróállomás) (Pointe du Lac, 8-as metróvonal)